# IC 62
IC 62 ist eine Spiralgalaxie vom Hubble-Typ Sbc im Sternbild Fische  auf der Ekliptik. Sie ist schätzungsweise 523 Millionen Lichtjahre von der Milchstraße entfernt und hat einen Durchmesser von etwa 105.000 Lichtjahren.
Im selben Himmelsareal befinden sich unter anderem die Galaxien PGC 212632, PGC 1400333.
Das Objekt wurde am 2. Dezember 1893 vom französischen Astronomen Stéphane Javelle entdeckt.